# VNN2
VNN2‏ (Vanin 2) هوَ بروتين يُشَفر بواسطة جين VNN2 في الإنسان.